# All the Things I Never Said
"All the Things I Never Said" é o extended play de estreia da cantora canadense Tate McRae, lançado em 24 de janeiro de 2020 pela RCA Records. O projeto foi promovido com o lançamento de três singles e um single promocional, recebendo avaliações positivas da crítica.

## Histórico
Após o lançamento das cinco faixas, McRae anunciou sua primeira turnê como headliner pela Europa e América do Norte, com todos os shows esgotados. O single principal, "Tear Myself Apart", foi coescrito por Billie Eilish e Finneas O'Connell e, junto com "All My Friends Are Fake", acumulou mais de 10 milhões de streams online. O último single, "Stupid", alcançou 4 milhões de streams no Spotify em dezembro de 2019, entrando nas paradas da Irlanda e do Canadá, onde também teve forte desempenho nas rádios. Até novembro de 2021, o EP já havia sido reproduzido mais de 400 milhões de vezes.

## Singles
"Tear Myself Apart" foi lançada como o single principal do EP em 27 de agosto de 2019. Em seguida, "All My Friends Are Fake" foi lançada como o segundo single em 18 de outubro de 2019, e "Stupid" como o terceiro em 6 de dezembro de 2019. A faixa alcançou a 60ª posição no Canadian Hot 100.
Em 2021, "Stupid" recebeu certificação de Platina no Canadá e Ouro nos Estados Unidos. O single promocional "That Way" também foi certificado como Ouro nos EUA e no Canadá, além de receber certificação de Prata no Reino Unido.

## Lista de faixas
| N.º            | Título                    | Letras                                      | Música | Produtor(es)   | Duração |  |
| 1.             | "Stupid"                  | Tate McRae Jeremy Dussolliet Lauren Frawley | Russell Chell Larzz Principato Tim Sommers Bleta Rexha Justin Tranter Jussi Karvinen Meredith Brooks Shelly Peiken | Russell Chell  | 2:53    |  |
| 2.             | "All My Friends Are Fake" |                                             | Chris Petronsino Rob McCurdy                                                                                       | Noise Club     | 3:06    |  |
| 3.             | "That Way"                |                                             | McRae Skyler Stonestreet                                                                                           | Nick Monson    | 2:55    |  |
| 4.             | "Tear Myself Apart"       |                                             | Billie Eilish Finneas Eric Palmquist                                                                               | Eric Palmquist | 2:45    |  |
| 5.             | "Happy Face"              |                                             | Paul Daniel |                | 3:21    |  |
| Duração total: | Duração total:            | Duração total:                              | Duração total: | Duração total: | 15:00   |  |

## Desempenho nas paradas
| Parada (2020)                 | Melhor Posição |
| ----------------------------- | -------------- |
| Billboard Heartseekers Albums | 16             |

## Certificações
| País                                     | Certificado |
| ---------------------------------------- | ----------- |
| Singapura (RIAS) com Too Young to Be Sad | Ouro        |